# هنريك غوستافسون (لاعب كرة قدم)
هنريك غوستافسون (بالسويدية: Henrik Gustavsson)‏ هو لاعب كرة قدم سويدي في مركز حراسة المرمى، ولد في 21 أكتوبر 1976 في السويد. لعب مع أتفدابيرجس.

## وصلات خارجية
- هنريك غوستافسون (لاعب كرة قدم) على موقع اتحاد السويد (السويدية)
- هنريك غوستافسون (لاعب كرة قدم) على موقع قاعدة بيانات كرة القدم.إي يو (الإنجليزية)
- هنريك غوستافسون (لاعب كرة قدم) على موقع Soccerway.com (الإنجليزية)